# Linda Martinez
Linda Martinez är en fiktiv romanfigur skapad av Leif G.W. Persson som förekommer i flera av hans romaner.
I "Leif GW Persson-trilogin" (SVT:s trio av miniserier) medverkar istället rollfiguren Lisa Mattei i de bägge serier som motsvarar Faller fritt som i en dröm (En pilgrims död) och Den döende detektiven (Den döende detektiven) medan Martinez tvärtom medverkar i den serie (Den fjärde mannen) som baserades på den bok (En annan tid, ett annat liv) där Mattei förekommer.

## Romaner
- 2007 - Faller fritt som i en dröm
- 2008 - Den som dödar draken
- 2010 - Den döende detektiven
- 2013 - Den sanna historien om Pinocchios näsa
- 2015 - Bombmakaren och hans kvinna
- 2016 - Kan man dö två gånger?

## Filmer och TV-serier
- 1996 - Anna Holt - Polis (spelad av Carina Jingrot)
- 1999 - Anna Holt (spelad av Carina Jingrot)
- 2014 - Den fjärde mannen (spelad av Shima Niavarani)